# ريك هيل
ريك هيل (بالإنجليزية: Rick Hill )‏ (و. 1946 – م) هو سياسي، من الولايات المتحدة الأمريكية، ولد في غراند رابيدز، هو عضوٌ في الحزب الجمهوري.

## مناصب
تولى منصب عضو مجلس النواب الأمريكي.

## التعليم
تعلم في جامعة سانت كلاود.